# Gare d'Ōimachi
La gare d'Ōimachi (大井町駅, Ōimachi-eki) est une gare ferroviaire de la ville de Tokyo au Japon. Elle est située dans l'arrondissement de Shinagawa. La gare est desservie par les lignes de la JR East, du Tokyo Waterfront Area Rapid Transit et de la Tōkyū.

## Situation ferroviaire
La gare d'Ōimachi est située au point kilométrique (PK) 39,5 de la ligne Keihin-Tōhoku et au PK 10,5 de la ligne Rinkai. Elle marque le début de la ligne Tōkyū Ōimachi.

## Histoire
La gare a été inaugurée le 20 décembre 1914.

## Service des voyageurs

### Accueil
La gare dispose d'un bâtiment voyageurs, avec guichet, ouvert tous les jours.

### Desserte
- Ligne Keihin-Tōhoku :
  - voie 1 : direction Tokyo et Ōmiya
  - voie 2 : direction Yokohama et Ōfuna
- Ligne Tōkyū Ōimachi :
  - voies 1 et 2 : direction Mizonokuchi
- Ligne Rinkai :
  - voie 1 : direction Ōsaki (interconnexion avec la ligne Saikyō pour Ōmiya)
  - voie 2 : direction Shin-Kiba